# Şahbuz (rayon)

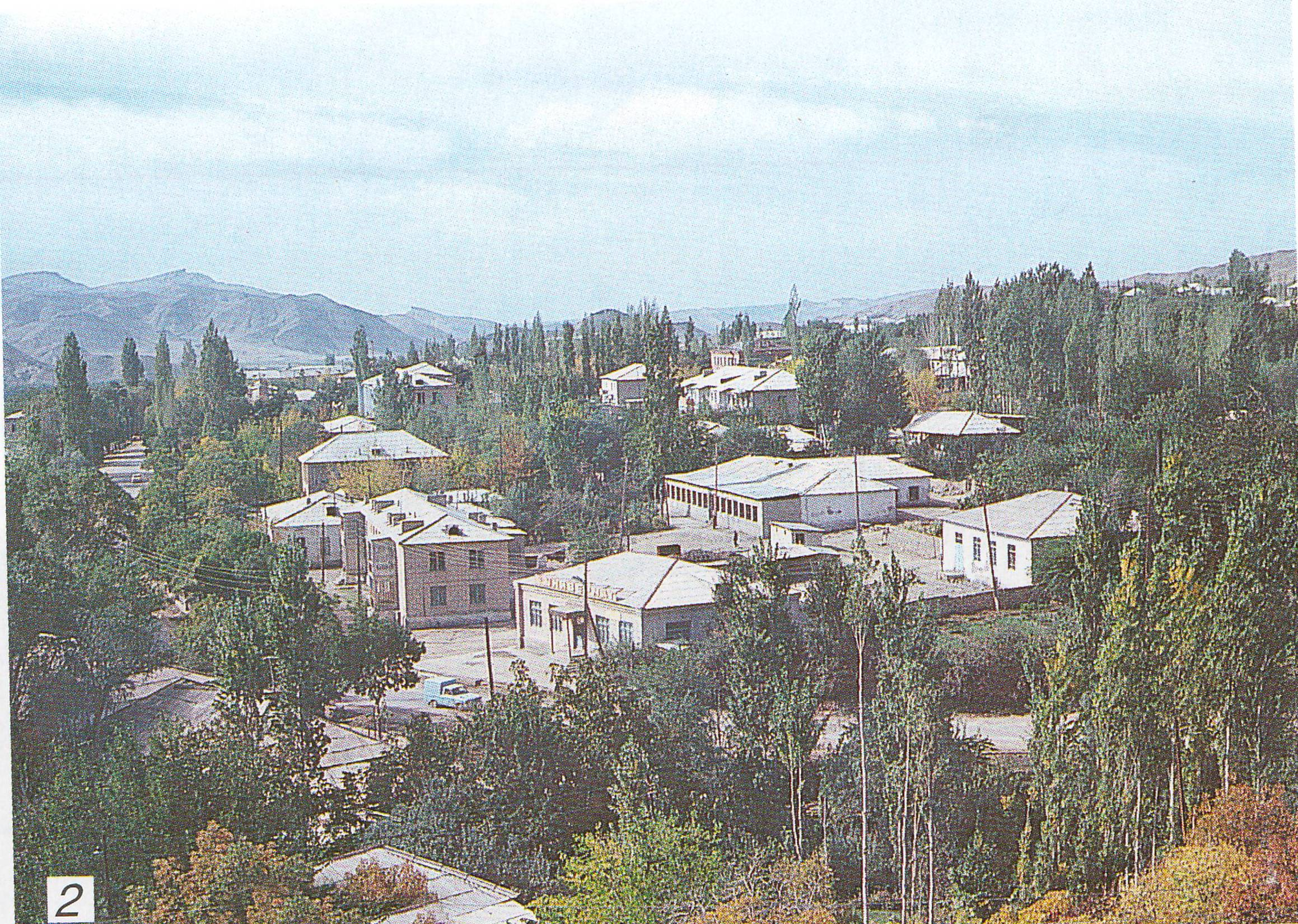
Şahbuz

Şahbuz (ook geschreven als Shahbuz) is een district in Azerbeidzjan.
Şahbuz telt 23.600 inwoners (01-01-2012) op een oppervlakte van 918 km²; de bevolkingsdichtheid is 25,7 inwoners per km².